# Presidenti del Parlamento ellenico
Il presidente del Parlamento ellenico (greco: Πρόεδρος της Βουλής των Ελλήνων) presiede il Parlamento ellenico in Grecia. Nel cerimoniale ufficiale è menzionato dopo il Presidente della Repubblica e dopo il Primo Ministro.
È coadiuvato da dei Vicepresidenti, che lo sostituiscono, in ordine, in caso di sua assenza temporanea o ancora del Vicepresidente più prossimo.
Il presidente del Parlamento sostituisce, a norma dell'articolo 34 della Costituzione greca il presidente della Repubblica quando quest'ultimo è all'estero per più di dieci giorni, o per decesso, dimissioni, rimozione dall'incarico, o impossibilità a svolgere la sua funzione presidenziale.

## Elenco dei Presidenti del Parlamento ellenico
| Periodo                                 | Nome                            | Partito                            |
| --------------------------------------- | ------------------------------- | ---------------------------------- |
| 1974-1977                               | Konstantinos Papaconstantinou   | Nuova Democrazia                   |
| 1977-1981                               | Dimitrios Papaspyrou            | Nuova Democrazia                   |
| 1981-1985 1985-1989                     | Ioannis Alevras                 | Movimento Socialista Panellenico   |
| Gen.-Nov. 1989 Nov. 1989-1990 1990-1993 | Athanasios Tsaldaris            | Nuova Democrazia                   |
| 1993-1996 1996-2000 2000-2004           | Apostolos Kaklamanis            | Movimento Socialista Panellenico   |
| 2004-2007                               | Anna Benaki-Psarouda            | Nuova Democrazia                   |
| 2007-2009                               | Dimitris Sioufas                | Nuova Democrazia                   |
| 2009-2012                               | Philippe Petsalnikos            | Movimento Socialista Panellenico   |
| Mag.-Giu. 2012                          | Byron Polydoras                 | Nuova Democrazia                   |
| Giu. 2012-2015                          | Vangelis Meimarakis             | Nuova Democrazia                   |
| Feb. 2015-Ott. 2015                     | Zōī Kōnstantopoulou             | Coalizione della Sinistra Radicale |
| Ott. 2015-2019                          | Nikos Voutsis                   | Coalizione della Sinistra Radicale |
| 2019-2023                               | Kōnstantínos Tasoúlas           | Nuova Democrazia                   |
| Mag. 2023-Giu. 2023                     | Nikítas Kaklamánis (ad interim) | Nuova Democrazia                   |
| Giu. 2023-2025                          | Kōnstantínos Tasoúlas           | Nuova Democrazia                   |
| 2025-                                   | Nikītas Kaklamanīs              | Nuova Democrazia                   |